# Park Orderu Uśmiechu
Park Orderu Uśmiechu, česky lze neoficiálně přeložit asi jako park Řádu úsměvu, je městský park v městské části Kandřín města Kandřín-Kozlí v okrese Kandřín-Kozlí v Opolském vojvodství v jižním Polsku. Nachází se také v mezoregionu Ratibořská kotlina v Horním Slezsku.

## Původ názvu
S názvem parku souvisí Order Uśmiechu (Řád úsměvu), což je polský řád/ocenění, udělované od roku 1968 dětskou porotou těm dospělým, kteří se zasloužili o lepší život dětí. Od roku 1979 je považováno za mezinárodní ocenění a pod patronací Organizace spojených národů.

## Historie a popis
Park Orderu Uśmiechu se nachází mezi centrem (Śródmieście) a měststou částí Piastów-Powstańców Śląskich a je koncipován jako místo setkávání, procházek, relaxace a odpočinku. Součástí parku je také ekologická naučná stezka vytýčená cestičkou z dřevní štěpky vytyčenou kmeny starých stromů. Na stezce jsou vysazeny stromy a keře, umístěny informační panely, ekologické hračky pro děti aj. V parku jsou také umístěny lavičky, dětské hřiště, napajedla pro zvířata, hnízda/budky pro ptáky, hmyz a netopýry. Revitalizace parku, která skončila v roce 2023, byla finančně podpořena z projektu EU.

## Další informace
Park je celoročně volně přístupný a po části jeho obvodu vede městská cyklostezka.

## Galerie

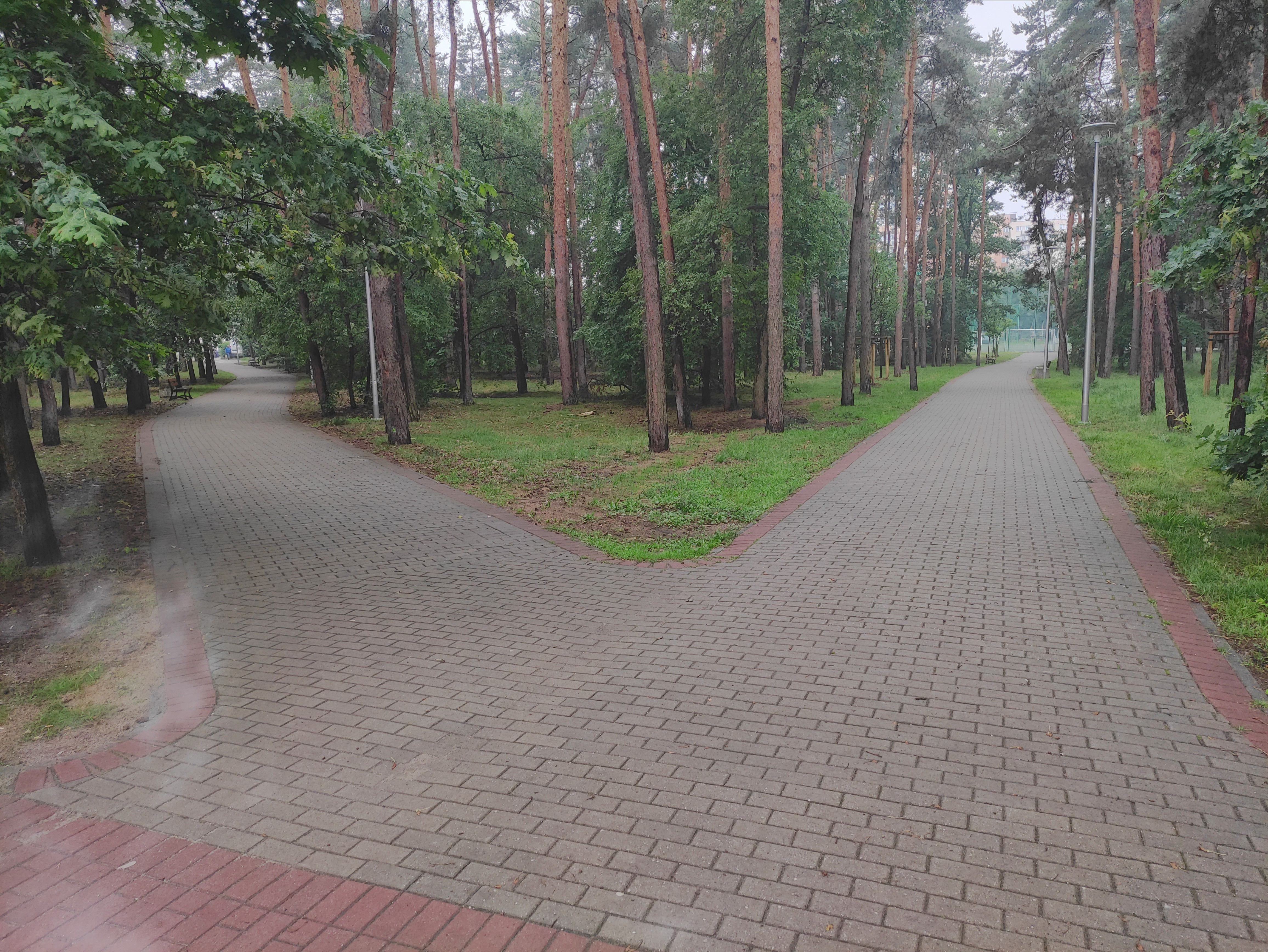
Ve středu parku